# 기오창가
기오창가(만주어: ᡤᡳᡠ᠋ᠴᠠᠩᡤᠠ Giocangga, 재위: 1526년 ~ 1571년)는 청나라 개창시조 누르하치의 조부이다. 그는 증손자인 청나라 숭덕제에 의해 경조(景祖) 익황제(翼皇帝)로 추숭되었다.
누르하치의 증조부 푸만(Fuan, 福滿)에게는 여섯 아들인 장자 더시쿠(Desikū, 德世庫), 차자 러오단(Leodan, 劉闡), 3자 소오창가(Soocangga, 索長阿), 4자 기오창가(Giocangga, 覺昌安), 5자 보올룽아(Boolungga, 包朗阿), 6자 보오시(Boosi, 寶實)가 있었는데 이들을 6 버일러(6 Beile, 六貝勒) 또는 6조(六祖)라 한다.
특히 누르하치의 조부 기오창가(Giocangga, 覺昌安)는 시장에서 교역을 하고, 세력을 확장하였다. 또한 허투알라(赫圖阿喇, 興京)에 거처했으며, 장자 리둔 바투루(Lidun Baturu, 禮敦巴圖魯), 차자 아르군(Argun, 額爾袞), 3자 자이칸(Jaikan, 界堪), 4자 탁시(Taksi, 塔克世), 5자 타차피양구(Taca Fiyanggū, 塔察篇古)가 있었다. 1574년경 기오창가는 장자 리둔 바투루(Lidun Baturu, 禮敦巴圖魯)와 함께 영토 200리를 확장했고, 그 후 4번째 아들 탁시(Taksi, 塔克世)와 전쟁 수행 중에 전사했다.

## 가족 관계
- 형제

1. 더시쿠(Desikū, 德世庫)
2. 러오단(Leodan, 劉闡)
3. 소오창가(Soocangga, 索長阿)
4. 보올룽가(Boolungga, 包朗阿)
5. 보오시(Boosi, 寶實)

- 아들

1. 리둔 바투루(Lidun Baturu, 禮敦巴圖魯)
2. 아르군(Argun, 額爾袞)
3. 자이칸(Jaikan, 界堪)
4. 탁시(Taksi, 塔克世)
5. 타차 피양구(Taca Fiyanggū, 塔察篇古)

| 전임 푸만(Fuman, 福滿) | 제6대 건주좌위지휘사(建州左衛指揮使) 1542년 - 1571년 | 후임 탁시(Taksi, 塔克世) |